# Ursula Haverbeck
Ursula Meta Hedwig Haverbeck-Wetzel, geborene Wetzel (* 8. November 1928 in Winterscheid; † 20. November 2024 in Vlotho) war eine deutsche nationalsozialistische Aktivistin. Sie wurde mehrmals unter anderem wegen Volksverhetzung und Holocaustleugnung verurteilt und war zuletzt von 2018 bis 2020 inhaftiert.

## Leben

### Frühe Jahre
Haverbeck wurde 1928 in Winterscheid geboren. Unter ihrem Mädchennamen Ursula Wetzel lebte sie nach eigenen Angaben vier Jahre in Schweden, studierte danach Pädagogik, Philosophie und Sprachwissenschaften, unter anderem zwei Jahre in Schottland. 1970 heiratete sie den ehemaligen SA- und SS-Untersturmführer Werner Georg Haverbeck.

### Tätigkeit für Vereine und Parteien

#### Vereine
Haverbeck war von 1983 bis 1989 Präsidentin des Weltbundes zum Schutz des Lebens, Sektion Deutschland und zeigte in diesem Amt ihre ablehnende Haltung gegenüber dem politischen System der Bundesrepublik Deutschland. 
Der Verein Collegium Humanum wurde 1963 in Vlotho von ihr und ihrem späteren Mann als „Heimvolkshochschule für Umwelt und Lebensschutz“ gegründet. Die „Heimvolkshochschule“ war für viereinhalb Jahrzehnte ein viel besuchter Tagungsort und in den 1970er Jahren ein wichtiges Forum für unterschiedliche Gruppen der Umweltbewegung und der entstehenden Partei Die Grünen. An den Veranstaltungen nahmen friedensbewegte Linke und Atomkraftgegner ebenso teil wie völkische Nationalisten und rechte Anhänger einer neuen Querfront. Joseph Beuys kam einige Male zu den Haverbecks nach Vlotho und 1977 auch Rudi Dutschke, als es um die Gründung einer ökologisch orientierten Partei ging. Seit den 1980er Jahren entwickelte sich das Collegium immer stärker zu einer Anlaufstelle für Rechtsextremisten. Nach dem Tod ihres Mannes 1999 übernahm Haverbeck den Vorsitz des Vereins, der im Mai 2008 wegen „fortgesetzter Leugnung des Holocaust“ verboten wurde.
Bereits vor der Wende pflegte Haverbeck Verbindungen zu rechtsextremen Gruppierungen wie der NPD mit dem Ziel einer großen nationalen Sammlungsbewegung. Diese Ausrichtung verstärkte sich in den Folgejahren. Sie war stellvertretende Leiterin im Verein zur Rehabilitierung der wegen Bestreitens des Holocaust Verfolgten, der am 9. November 2003, dem Jahrestag der Reichspogromnacht, in Vlotho gegründet und am 7. Mai 2008 als verfassungsfeindliche Organisation vom damaligen Bundesminister des Innern Wolfgang Schäuble verboten wurde. An der Gründung hatten weitere bekannte deutsche und ausländische Holocaust-Leugner mitgewirkt; Vorsitzender wurde der Schweizer Bernhard Schaub.
1992 gründete Haverbeck den rechtsextremen Verein Gedächtnisstätte in Vlotho. 2014 eröffnete der Verein im Rittergut Guthmannshausen eine „Gedächtnisstätte für die deutschen Opfer des Zweiten Weltkriegs“. Der Verein wird bundesweit von Verfassungsschutzbehörden beobachtet.

#### Parteipolitisches Engagement
Ebenso wie ihr Mann war Haverbeck Mitglied der Ökologisch-Demokratischen Partei (ÖDP). Unter anderem wegen ihrer Versuche, ein rechtes Parteienbündnis von ÖDP, NPD und anderen Gruppierungen zu organisieren, wurde sie 1989 auf Betreiben der ÖDP-Landesverbände Bremen und Nordrhein-Westfalen aus der Partei ausgeschlossen. Am 1. April 2018 wurde Haverbeck von der rechtsextremen Kleinpartei Die Rechte zur Spitzenkandidatin für die Europawahl im Mai 2019 gewählt. Zuvor hatte sie ihren Haftantritt mit Verweis auf ihre Gesundheit abgelehnt. Ende April 2018 erhielt Ursula Haverbeck die Ladung zum Haftantritt.

### Strafverfahren
Im Juni 2004 wurde Haverbeck vom Amtsgericht Bad Oeynhausen wegen Volksverhetzung zu einer Geldstrafe von 180 Tagessätzen zu 30 Euro (insgesamt 5400 Euro) verurteilt. Sie hatte in der Hauszeitschrift des Collegium Humanum, der Stimme des Gewissens, zusammen mit dem Schriftleiter der Zeitschrift, Ernst-Otto Cohrs, den Holocaust geleugnet. Die beiden fraglichen Ausgaben der Zeitschrift wurden beschlagnahmt. In der darauffolgenden Ausgabe der Stimme des Gewissens war erneut zu lesen, der Holocaust sei „ein Mythos“. Verpackt in ein Zitat der russischen Zeitung Russki Westnik wurde behauptet, die Zahl der jüdischen Opfer des Nationalsozialismus habe nicht sechs Millionen, sondern ca. 500.000 betragen. 
Im März 2005 stellte das Gericht ein zweites Verfahren gegen Haverbeck und Cohrs auf Antrag der Staatsanwaltschaft Bielefeld ein, da „es im Vergleich zu einem anderen unwesentlich“ sei. Ein weiterer Artikel Haverbecks in der Stimme des Gewissens Ende 2005, in dem sie die These aufstellte, Adolf Hitler sei „eben nicht vom geglaubten Holocaust oder seiner angeblichen Kriegsbesessenheit zu verstehen, sondern nur von einem göttlichen Auftrag im weltgeschichtlichen Rahmen“, zog ein erneutes Verfahren wegen Volksverhetzung und im Juni 2007 eine weitere Geldstrafe von 40 Tagessätzen des Landgerichts Dortmund nach sich. Daraus wurde eine Gesamtstrafe von 200 Tagessätzen zu 30 Euro (insgesamt 6000 Euro) gebildet. 
Im Juni 2009 wurde Haverbeck vom Amtsgericht Bad Oeynhausen für schuldig befunden, Charlotte Knobloch, damals Vorsitzende des Zentralrates der Juden in Deutschland, beleidigt zu haben. Laut Mindener Tageblatt vom 1. Juli 2009 hatte Haverbeck unter anderem geschrieben, Knobloch solle sich nicht in „innerdeutsche Angelegenheiten einmischen“, sondern „in ihr Ursprungsland nach Innerasien zurückkehren“. Ihr Brief enthielt zudem Drohungen wie „Bereiten Sie sich auf den Tag der Wahrheit vor. Er ist nahe und nicht mehr aufzuhalten“ und „Machen Sie so weiter wie bisher, dann könnte sich ein neues Pogrom ereignen, das entsetzlich würde.“ Haverbeck wurde zu einer Geldstrafe in Höhe von 2700 Euro verurteilt.
Anfang Oktober 2010 wurde Haverbeck vor dem Landgericht München I wegen Volksverhetzung zu einer Freiheitsstrafe von sechs Monaten auf Bewährung verurteilt. Im November 2014 reichte Haverbeck eine Anzeige gegen den Zentralrat der Juden ein. Sie warf dem Verband „Verfolgung Unschuldiger“ vor. Das Verfahren wurde bereits Anfang Dezember 2014 eingestellt. Die Staatsanwaltschaft Bielefeld prüfte schließlich ein Verfahren gegen sie wegen falscher Verdächtigung. 2015 leugnete sie in der NDR-Sendung Panorama erneut den Holocaust und bezeichnete ihn als die „nachhaltigste Lüge der Geschichte“. Wegen dieser Aussagen wurde sie vor dem Amtsgericht Hamburg erneut verurteilt. Die Staatsanwältin sprach von einer „fanatischen Verblendung“ der Angeklagten. Haverbeck wollte eine Einstellung des Verfahrens erreichen. Vor dem Amtsgericht wiederholte Haverbeck ihre Aussagen und wollte mithilfe des Holocaust-Leugners Germar Rudolf, den sie vom Gericht vorladen lassen wollte, „beweisen“, dass in Auschwitz kein Mensch vergast worden sei. Das Gericht lehnte den Antrag ab und setzte die Freiheitsstrafe von zehn Monaten nicht zur Bewährung aus, da frühere Verurteilungen Haverbeck nicht davon abgehalten hätten, erneut die Judenvernichtung zu leugnen.
Im Februar 2016 behauptete Haverbeck in einem Schreiben an den Detmolder Bürgermeister, das Vernichtungslager Auschwitz sei „eindeutig erkennbar“ ein Arbeitslager gewesen. Hintergrund war der in Detmold geführte Prozess gegen den früheren SS-Wachmann Reinhold Hanning. Dieses Verfahren diene nur dazu, die These vom Arbeitslager zu widerlegen, meinte Haverbeck. Hanning wurde im Juni zu fünf Jahren Haft wegen Beihilfe zum Mord in 170.000 Fällen verurteilt. Die Staatsanwaltschaft Detmold erhob gegen Haverbeck Anklage vor dem Amtsgericht wegen Volksverhetzung. Den entsprechenden § 130 StGB nannte Haverbeck ein „Gesetz zum Schutz einer Lüge“. Im September 2016 wurde Haverbeck zu einer Haftstrafe von acht Monaten verurteilt. Im Oktober 2016 wurde Haverbeck vor dem Amtsgericht Bad Oeynhausen erneut zu einer Haftstrafe von elf Monaten verurteilt. Gegen das Urteil legte Haverbeck Revision ein. Im November 2016 verurteilte das Amtsgericht Verden Haverbeck zu zweieinhalb Jahren Haft, da sie in mehreren Beiträgen für die Zeitschrift Stimme des Reiches den Holocaust geleugnet habe. Der bestellte Pflichtverteidiger versuchte zu Prozessbeginn, dessen Einstellung zu erwirken. Der gegen seine Mandantin angeführte § 130 StGB zur Volksverhetzung verstoße gegen das Grundrecht der Meinungsfreiheit (Art. 5 GG). Haverbeck teilte mit, in Berufung gehen zu wollen.
Im Februar 2017 wurde Haverbeck vom Amtsgericht Detmold wegen Volksverhetzung und der Verunglimpfung des Andenkens Verstorbener zu zehn Monaten Haft verurteilt. Sie hatte nach der Verurteilung im September 2016 im Gericht Schriftstücke verteilt, in denen sie erneut den Holocaust als Propagandalüge bezeichnet hatte. Im Berufungsverfahren bestätigte das Landgericht Detmold im November 2017 das Urteil gegen Haverbeck und legte vierzehn Monate Haft fest. Im Oktober 2017 verurteilte das Amtsgericht Berlin-Tiergarten Haverbeck wiederum wegen Volksverhetzung zu einer Freiheitsstrafe von sechs Monaten. Gegenstand dieses Verfahrens waren Äußerungen Haverbecks Ende Januar 2016 während einer öffentlichen Veranstaltung in einer Berliner Gaststätte. Sie hatte dort wiederholt behauptet, dass es den Holocaust nicht gegeben habe. Haverbeck ging auch in diesem Verfahren erfolglos in Berufung.
Im November 2020 stand Haverbeck erneut vor dem Amtsgericht Berlin-Tiergarten, ihr Verteidiger war Wolfram Nahrath. Im Dezember 2020 verurteilte das Amtsgericht sie wegen Volksverhetzung zu einer Freiheitsstrafe von zwölf Monaten, weil sie 2018 in einem bei YouTube veröffentlichten Video-Interview den Holocaust geleugnet hatte. Das Urteil wurde nicht rechtskräftig, weil Haverbeck Rechtsmittel einlegte. Damit blieb sie zunächst auf freiem Fuß. Sie war erst Anfang November 2020 aus dem Gefängnis in Bielefeld entlassen worden, wo sie seit Mai 2018 eine Freiheitsstrafe von insgesamt zweieinhalb Jahren verbüßt hatte. Die Berufungsprozesse wurden im März 2022 vor dem Landgericht Berlin verhandelt. Dabei ging es um die Berufung gegen beide Urteile des Amtsgerichts Tiergarten, nämlich um die beiden erstinstanzlichen Verurteilungen zu sechs Monaten und zu einem Jahr Freiheitsstrafe. Vom Landgericht wurde Haverbeck hierbei im April 2022 zu einer Gesamtstrafe von einem Jahr Freiheitsstrafe verurteilt. Mangels Einsicht oder Haltungsänderung der Angeklagten sah das Gericht keine Möglichkeit für eine Strafaussetzung zur Bewährung.
Im Juni 2024 verurteilte das Landgericht Hamburg Haverbeck wegen Volksverhetzung zu einer Gesamtfreiheitsstrafe von einem Jahr und vier Monaten. Es war die Berufungsverhandlung zu dem Verfahren des Amtsgerichts Hamburg aus dem Jahr 2015. Miteinbezogen wurde dabei das Berliner Urteil aus dem Jahr 2022. Vier Monate wurden als bereits vollstreckt angesehen, weil es in Hamburg zu mehrjährigen Verfahrensverzögerungen gekommen war. Das Urteil wurde bis zu ihrem Tod im November 2024 nicht rechtskräftig.

### Vollzug von Freiheitsstrafen

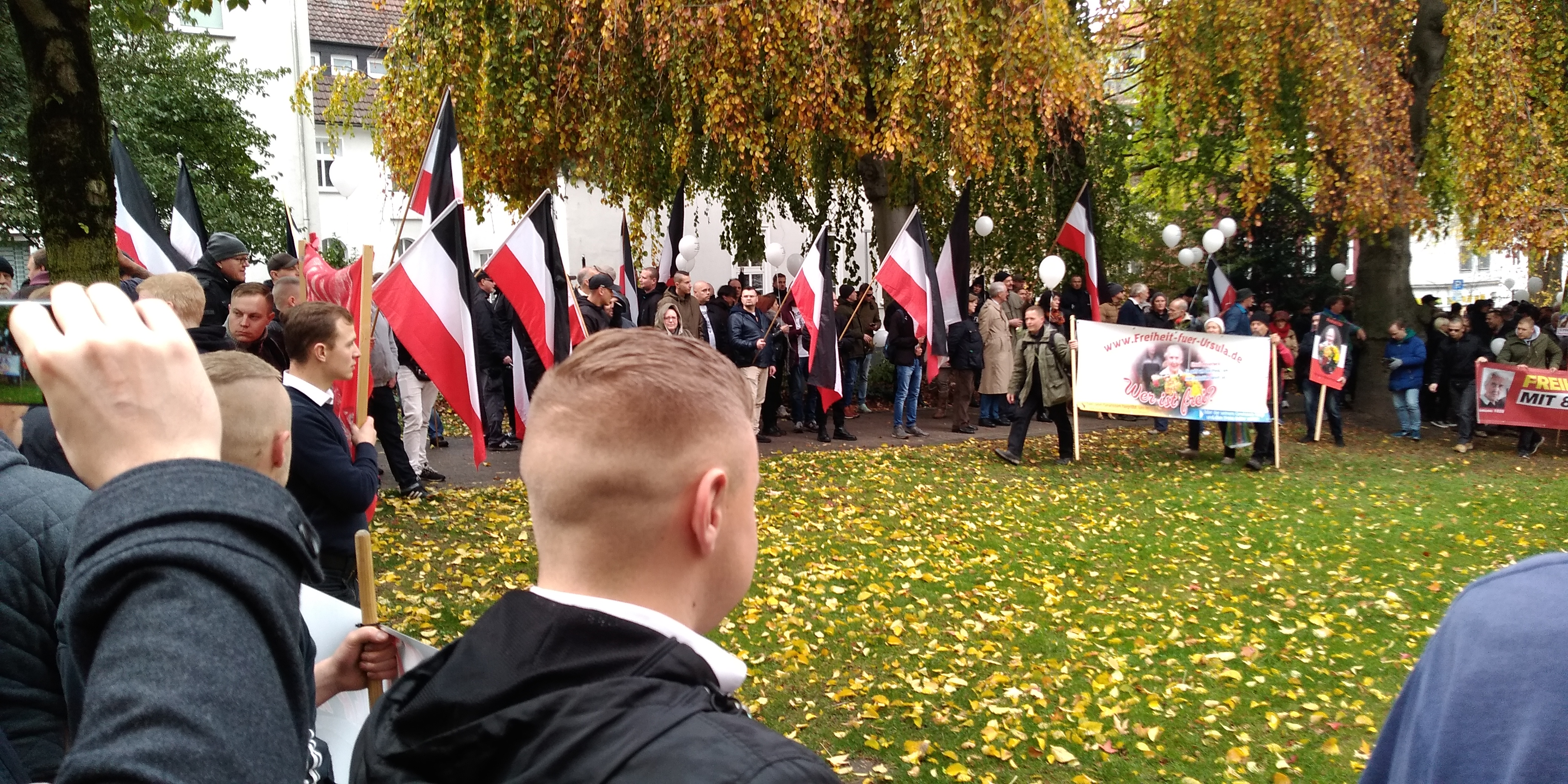
Demonstration am 10. November 2018 in Bielefeld mit Transparenten mit der Aufschrift „Freiheit für Ursula“

Nachdem Haverbeck im Mai 2018 nicht zum Haftantritt in der Justizvollzugsanstalt Bielefeld-Senne erschienen war, erließ die Staatsanwaltschaft Verden einen Vollstreckungshaftbefehl. Das Internationale Auschwitz Komitee äußerte die Hoffnung, dass nun „mit Dringlichkeit“ nach ihr gefahndet werde, und kritisierte, dass ihr die Justiz „in den zurückliegenden Jahren eine viel zu lange Leine gelassen“ habe. Haverbeck wurde im selben Monat in ihrem Haus in Vlotho festgenommen und in der Justizvollzugsanstalt Bielefeld-Senne inhaftiert. Anschließend wurde sie in die JVA Bielefeld-Brackwede überstellt. Vor dem Gebäude kam es am 10. Mai 2018 zu Versammlungen von rund 350 Sympathisanten aus dem Umfeld der Partei Die Rechte sowie etwa 600 Gegendemonstranten.
Im August 2018 lehnte das Bundesverfassungsgericht die Annahme einer Verfassungsbeschwerde gegen die Inhaftierung Haverbecks ab. Das Gericht teilte mit, dass die Strafbarkeit der Holocaust-Leugnung mit dem Grundrecht auf Meinungsfreiheit vereinbar sei. Im September 2019 bestätigte das Oberlandesgericht Hamm die Entscheidung des Landgerichts Bielefeld, den Antrag Haverbecks auf Aussetzung ihrer Freiheitsstrafe zur Bewährung abzulehnen. Das Landgericht sah „keine günstige Prognose“. Eine vorzeitige Entlassung lehnte das OLG Hamm am 10. Dezember 2019 ab. Im November 2020 wurde sie nach zweieinhalb Jahren im geschlossenen Vollzug aus der Haft entlassen.
Anfang April 2022 wurde Haverbeck in einem Berufungsprozess vor dem Landgericht Berlin im Alter von 93 Jahren erneut zu einem Jahr Freiheitsstrafe wegen Holocaustleugnung verurteilt. Das Urteil wurde 2022 rechtskräftig. Ihr Antrag auf Haftverschonung wegen Haftunfähigkeit wurde im Dezember 2022 nach Begutachtung durch einen Amtsarzt abgelehnt. Es wurde lediglich eine ebenerdige Unterbringung ohne viele Treppenstufen empfohlen. Daraufhin wurde sie zum sofortigen Haftantritt in die Justizvollzugsanstalt Bielefeld-Senne geladen. Im April 2023 befand sich Haverbeck wegen Streits über ihre Haftfähigkeit weiterhin auf freiem Fuß und wurde im September 2023 zwecks Prüfung ihrer Haftfähigkeit erneut von einem Amtsarzt untersucht. Dabei wurde festgestellt, dass sie unter geeigneten Bedingungen inhaftiert werden könne. Um die Strafe antreten zu können, wurde für sie ein Platz in einem Haftkrankenhaus organisiert, aber die Inhaftierung wurde bis zu ihrem Tod nicht umgesetzt. Ursula Haverbeck starb im November 2024 im Alter von 96 Jahren in ihrem Wohnort Vlotho.

## Schriften
- mit Luc Jochimsen, Ansgar Skriver: Warum ich in der Gustav-Heinemann-Initiative mitarbeite. In: Walter Hähnle (Hrsg.): Bekommen wir eine andere Republik? Radius-Verlag,[44] Stuttgart 1978, ISBN 3-87173-536-1, S. 43 ff.
- mit Werner G. Haverbeck: Der Weltkampf um den Menschen. Eine deutsche Selbstbesinnung. Grabert, Tübingen 1995, ISBN 3-87847-151-3.
- mit Werner G. Haverbeck: Der Weltkampf um die Gemeinschaft. Die Entwicklung der Demokratie zur Volksordnung. Grabert, Tübingen 1996, ISBN 3-87847-154-8.
- mit Martin Schwarz, Claudio Mutti, Wolfgang Schüler, Oliver Ritter: Religion und Tradition (= Synergon-Forum 3). Zeitenwende, Dresden 2002, ISBN 3-934291-15-5.